# Крушовиці
Крушовиці (пол. Kruszowice, нім. Kunzendorf) — село в Польщі, у гміні Берутув Олесницького повіту Нижньосілезького воєводства.
Населення — 185 осіб (2011).
У 1975-1998 роках село належало до Вроцлавського воєводства.

## Демографія
Демографічна структура станом на 31 березня 2011 року:
|          | Загалом | Допрацездатний вік | Працездатний вік | Постпрацездатний вік |
| -------- | ------- | ------------------ | ---------------- | -------------------- |
| Чоловіки | 82      | 17                 | 60               | 5                    |
| Жінки    | 103     | 28                 | 60               | 15                   |
| Разом    | 185     | 45                 | 120              | 20                   |